# 黑龙江省人民委员会
黑龙江省人民委员会是1955年11月至1967年间中华人民共和国黑龙江省的省级国家行政机关。

## 历任领导

### 黑龙江省一届人大期间
- 任期：1955年11月－1958年8月
- 省长：韩光 → 欧阳钦（1956年7月－）
- 副省长：杨易辰、李延禄、于天放、于杰、杜光预、王清正（1956年7月－）、陈雷（1956年7月－）、赵去非（1956年7月－）

### 黑龙江省二届人大期间
- 任期：1958年8月－1964年9月
- 省长：李范五
- 副省长：陈雷、杨易辰、李延禄、杜光预、陈剑飞、王清正、王一伦、范子文

### 黑龙江省三届人大期间
- 任期：1964年9月－1967年
- 省长：李范五
- 副省长：杨易辰、王一伦、陈雷、陈剑飞、王清正、孙西岐、刘潜、关舟、杨和亭（1965年－）、王逢源（1965年－）